# 约纳斯·阿内勒夫
约纳斯·阿内勒夫（瑞典語：Jonas Ahnelöv，1987年12月11日—），瑞典男子冰球运动员，场上位置是后卫。他曾代表瑞典国家队参加2018年冬季奥林匹克运动会冰球比赛，获得第5名。